# Ташо Аяновски
Ташо Ристов Аяновски по прякор Мими (на македонска литературна норма: Ташо Ристов Ајановски) е гръцки комунистически деец и партизанин от Егейска Македония.

## Биография
Роден е на 6 февруари 1908 година в град Воден, днес Едеса, Гърция. През 1932 година става председател на Работническия съюз във Воден. През 1943 година става организатор и ръководител на военната организация ОПЛА (Защита на народните борци) в родния си град. По време Гражданската война в Гърция от юли 1946 година е политически комисар на македонски батальон на НОФ във Воденско, както и организационен и политически секретар на Окръжния комитет на НОФ за Воденско (от март 1948 година). От януари 1948 година е член на Главния комитет на Егейска Македония.